# Mohamed Kourouma
Mohamed Kourouma (Conakry, 12 januari 1998) is een Nederlands-Guinees voetballer die als aanvaller voor RKSV Groene Ster speelt.

## Carrière
Mohamed Kourouma speelde in de jeugd van VV Wijlre, RKSV Groene Ster en Fortuna Sittard. In 2017 sloot hij aan bij het eerste elftal van Fortuna Sittard, waar hij in het betaald voetbal debuteerde. Dit was op 29 september 2017, in de met 0-6 gewonnen uitwedstrijd tegen Telstar. Kourouma kwam in de 87e minuut in het veld voor Djibril Dianessy. Dit was zijn enige wedstrijd voor Fortuna. Nadat Fortuna in 2018 promoveerde, vertrok hij naar RKSV Groene Ster.

### Statistieken
| Seizoen                        | Club            | Land           | Competitie     | Competitie | Competitie | Beker | Beker | Totaal | Totaal |
| Seizoen                        | Club            | Land           | Competitie     | Wed.       | Dlp.       | Wed.  | Dlp.  | Wed.   | Dlp.   |
| ------------------------------ | --------------- | -------------- | -------------- | ---------- | ---------- | ----- | ----- | ------ | ------ |
| 2017/18                        | Fortuna Sittard | Nederland      | Eerste divisie | 1          | 0          | 0     | 0     | 1      | 0      |
| Carrièretotaal                 | Carrièretotaal  | Carrièretotaal | Carrièretotaal | 1          | 0          | 0     | 0     | 1      | 0      |
| Bijgewerkt op 20 augustus 2018 |                 |                |                |            |            |       |       |        |        |